# Ženská na vrcholu
Ženská na vrcholu je český romantický komediální film z roku 2019. Film se natáčel od zimy roku 2018 do jara 2019 v Tatranské Lomnici a na Chopku v Nízkých Tatrách.
Kino premiéra proběhla 7. listopadu 2019 v Praze, do kin jej uvedla distribuční společnost Bioscop, a tentýž den v Bratislavě, kde ho do kin uvedla distribuční společnost Continental film.
Během televizního premiérového vysílání na TV Prima film sledovalo 1,16 mil. diváků starších 15 let.

## Synopse
Svobodná matka, majitelka biokavárny Helena (Anna Polívková) odjíždí na popud své tety Ely (Jana Krausová) s osmiletým synem Mikulášem strávit advent na horách, aby se vyhnula svému citovému problému. Díky své roztržitosti a hře osudu se ocitá na vysokohorské chatě, kde samotářský horal Richard (Martin Dejdar) provozuje adrenalinové sporty a žije tu se svou malou dcerkou Zuzou a živelným bratrem Mišem (Marek Němec), uznávaným členem horské služby, milovníkem žen a zábavy. V tutéž dobu Helenina matka (Jana Preissová) donutí protestujícího otce (Bolek Polívka), aby vyrazili na hory za nimi, což Helena netuší.

## Festivaly
- čestná cena 8th Indian Cine Film Festival-20 Mumbai, Indie (2020)[6]
- soutěž 42.ročník Festival české filmové a televizní komedie Nové Město n/Metují (2020)[7]
- Finále Plzeň, Přehlídka nových českých filmů  (2020)[8]

## Obsazení
| Anna Polívková   | Helena        |
| Martin Dejdar    | Richard       |
| Marek Němec      | Mišo          |
| Jana Preissová   | Janinka       |
| Bolek Polívka    | Josífek       |
| Jana Krausová    | Ela           |
| Marek Adamczyk   | Bobeš         |
| Emma Voksová     | Zuza          |
| Antonín Holoubek | Mikuláš       |
| Roman Pomajbo    | Farář         |
| Danica Jurčová   | Farářova žena |
| Matjaž Javšnik   | pan Muller    |